# 卡特斯維爾
卡特斯維爾（英語：Cartersville）是一個位於美國喬治亞州巴托縣的城市。根據2010年美國人口普查，該地共人口19731人，而該地的面積約為75.90平方千米。同時該地也是巴托縣的縣治。

## 地理
卡特斯維爾的座標為34°11′00″N 84°48′00″W / 34.18333°N 84.80000°W，而該地的平均海拔高度為240米（即787英尺）。